# Cromac, Haute-Vienne
Cromac este o comună în departamentul Haute-Vienne din centrul Franței. În 2009 avea o populație de 266 de locuitori.

## Evoluția populației
| An        | 1975 | 1982 | 1990 | 1999 | 2006 | 2009 |
| --------- | ---- | ---- | ---- | ---- | ---- | ---- |
| Populație | 426  | 411  | 339  | 302  | 281  | 266  |